# Chelidonina
Chelidonina es un principio activo que es aislado de especies de la familia Papaveraceae con actividad inhibidora de la acetilcolinesterasa y la butirilcolinesterasa.